# Opius riphaeus
Opius riphaeus (лат.) — вид паразитических наездников рода Opius из семейства Braconidae (Opiinae). Иран, Россия (Ильменский заповедник, Средний Урал). Мелкие наездники (длина около 4 мм). От близких видов отличается следующими признаками: стернаули с гранулированной скульптурой, мезонотум со средне-задним мезоскутальным углублением, промежуточный сегмент морщинистый, грудь короткая (в 1,2 раза больше высоты). В усиках 44 членика. Паразитоиды. Предположительно, как и у других представителей своего рода, их хозяевами служат мухи семейства Agromyzidae. Вид был впервые описан в 1986 году российским энтомологом Владимиром Ивановичем Тобиасом (Санкт-Петербург, Россия). Включён в состав подрода Opiostomus (первоначально в Chilotrichia).